# Seseli multicaule
Seseli multicaule är en flockblommig växtart som beskrevs av Nikolaus Joseph von Jacquin. Seseli multicaule ingår i släktet säfferötter, och familjen flockblommiga växter. Inga underarter finns listade i Catalogue of Life.